# Marcel Laurențiu Romanescu
Marcel Laurențiu Romanescu (n. 9 octombrie 1975, Târgu Jiu, Gorj, România) este un politician român, fost membru al Parlamentului României și actual primar al municipiului Târgu-Jiu după câștigarea alegerilor parțiale din 11 iunie 2017. Marcel Laurențiu Romanescu a fost ales în legislatura 2004-2008 pe listele PD, care a devenit ulterior PD-L. În legislatura 2004-2008, Marcel Laurențiu Romanescu a fost membru în grupurile parlamentare de prietenie cu Republica Coasta de Fildeș, Republica Filipine, Mongolia și Australia.De pe 1 noiembrie 2024,acesta s-a mutat din Partidul National Liberal în Partidul Social Democrat

## Legături externe
- Sinteza activității parlamentare în legislatura 2004-2008[nefuncțională – arhivă]
, cdep.ro